# Hakaszföld
A Hakasz Köztársaság (oroszul Респу́блика Хака́сия, hakaszul Хакас Республиказы) az Oroszországi Föderáció egyik köztársasága. Fővárosa Abakan. 2010-ben népessége 532 403 fő volt.
Délnyugaton az Altaj köztársasággal, délen Tuvával, északon és keleten a Krasznojarszki határterülettel, nyugaton pedig a Kemerovói területtel határos.

## Népesség

### Nemzetiségi megoszlás
| népcsoportok        | 1926-os népszámlálás | 1926-os népszámlálás | 1939-es népszámlálás | 1939-es népszámlálás | 1959-es népszámlálás | 1959-es népszámlálás | 1970-es népszámlálás | 1970-es népszámlálás | 1979-es népszámlálás | 1979-es népszámlálás | 1989-es népszámlálás | 1989-es népszámlálás | 2002-es népszámlálás | 2002-es népszámlálás | 2010-es népszámlálás | 2010-es népszámlálás |
| népcsoportok        | Számuk               | %                    | Számuk               | %                    | Számuk               | %                    | Számuk               | %                    | Számuk               | %                    | Számuk               | %                    | Számuk               | %                    | Számuk               | %                    |
| ------------------- | -------------------- | -------------------- | -------------------- | -------------------- | -------------------- | -------------------- | -------------------- | -------------------- | -------------------- | -------------------- | -------------------- | -------------------- | -------------------- | -------------------- | -------------------- | -------------------- |
| hakaszok            | 44,219               | 49,8%                | 45,799               | 16,8%                | 48,512               | 11,8%                | 54,750               | 12,3%                | 57,281               | 11,5%                | 62,859               | 11,1%                | 65,421               | 12,0%                | 63,643               | 12,1%                |
| oroszok             | 41,390               | 46,6%                | 205,254              | 75,3%                | 314,455              | 76,5%                | 349,362              | 78,4%                | 395,953              | 79,4%                | 450,430              | 79,5%                | 438,395              | 80,3%                | 427,647              | 81,7%                |
| németek             | 46                   | 0,1%                 | 333                  | 0,1%                 | 10,512               | 2,6%                 | 10,547               | 2,4%                 | 11,130               | 2,2%                 | 11,250               | 2,0%                 | 9,161                | 1,7%                 | 5,976                | 1,1%                 |
| ukránok             | 836                  | 0,9%                 | 7,788                | 2,9%                 | 14,630               | 3,6%                 | 9,480                | 2,1%                 | 10,398               | 2,1%                 | 13,223               | 2,3%                 | 8,360                | 1,5%                 | 5,039                | 1,0%                 |
| Egyéb nemzetiségűek | 2,381                | 2,7%                 | 13,556               | 5,0%                 | 22,938               | 5,6%                 | 21,685               | 4,9%                 | 23,622               | 4,7%                 | 29,099               | 5,4%                 | 24,735               | 4,5%                 | 21,409               | 4,1%                 |

A hakasz nemzetiségű lakosság, főleg az Aszkizi járásban és a Tastipi járásban él.

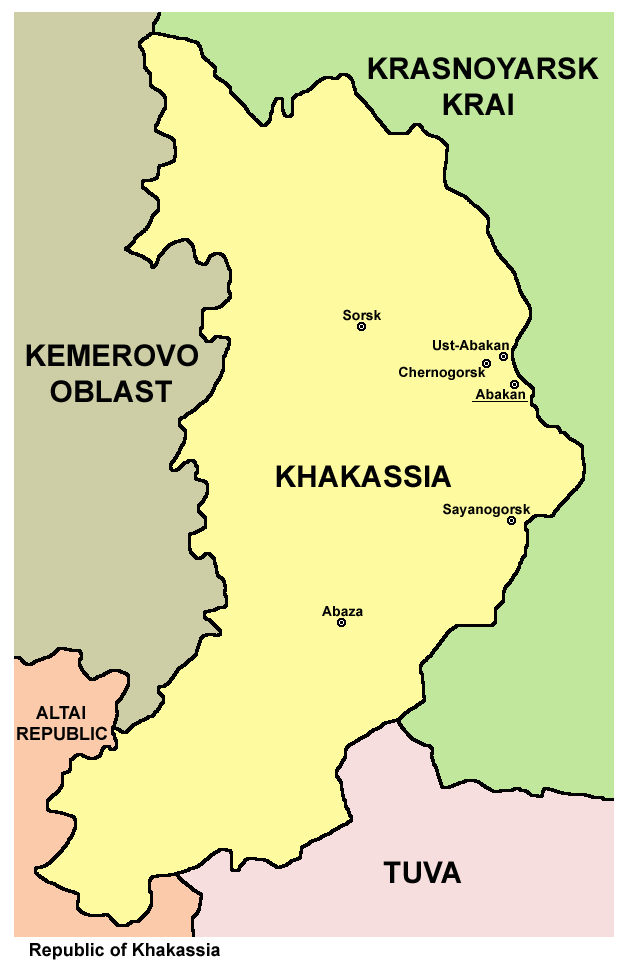
Hakaszföld térképe

### Települések

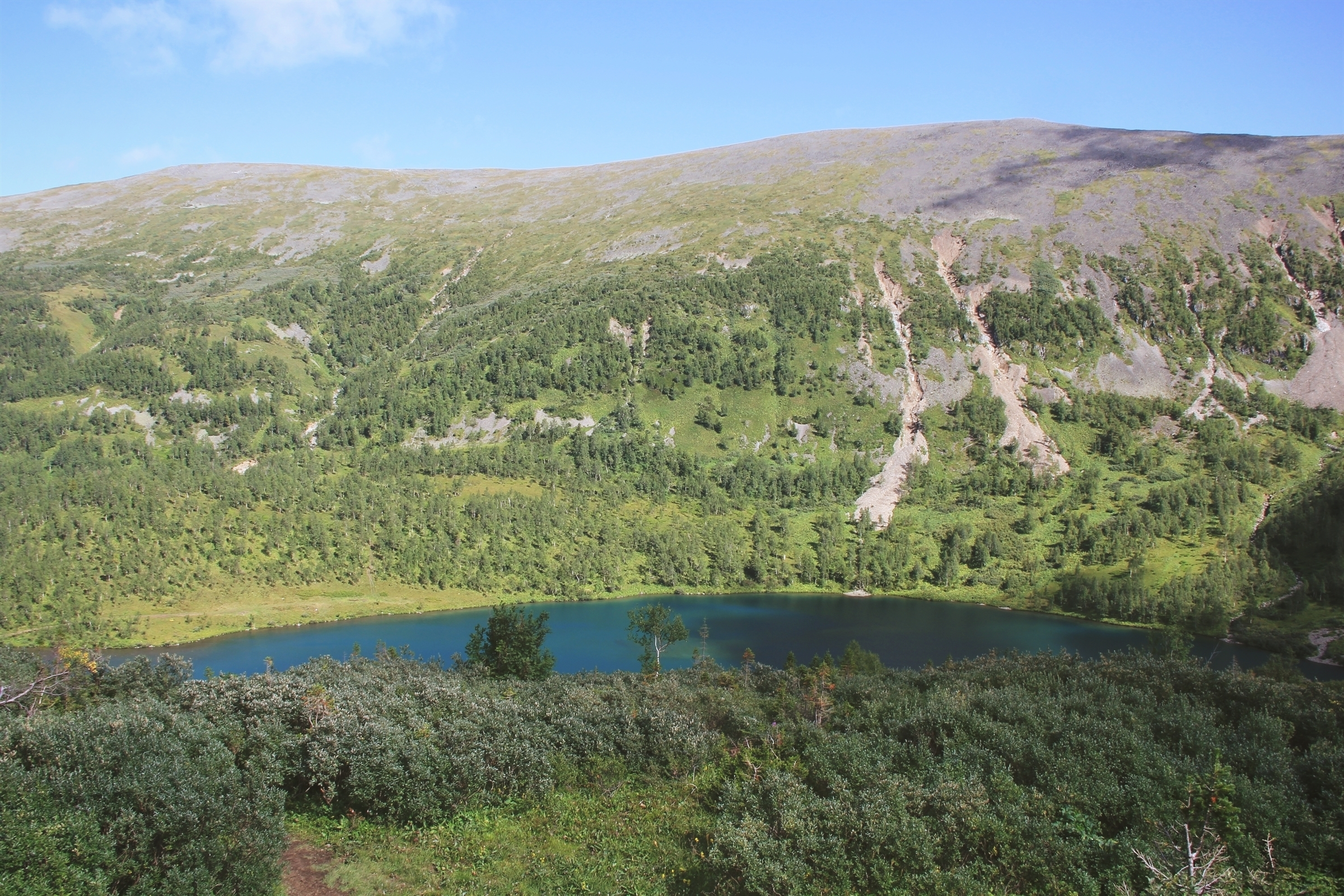
Hakaszföldi táj

Hakaszföldön (a 2010. évi népszámláláskor) 5 város, 8 városi jellegű település és 264 falusi település található, mely utóbbiak közül egy lakatlan. A városi jellegű települések száma 1987-ben még 17 volt, a Szovjetunió megszűnése óta azonban sokuk elvesztette e címét és faluvá alakult, Oroszország más területeihez hasonlóan.
A 2010. évi népszámlálás adatai szerint Hakaszföldön 67% a városi (városokban vagy városi jellegű településeken élő) népesség aránya. A legnagyobb falu népessége meghaladja a 10 ezer főt, és összesen 11-é éri el a háromezret, melyek együttesen a köztársaság lakosainak 12%-a számára nyújtanak otthont. A településhálózat döntő részét azonban a legfeljebb néhány száz lakosú aprófalvak alkotják.
A városok a következők (2010. évi népességükkel):
- Abakan (165 214)
- Csernogorszk (72 147)
- Szajanogorszk (49 887)
- Abaza (17 115)
- Szorszk (12 143)

## Közigazgatás és önkormányzatok
Hakaszföld (a 2010. évi népszámláláskor) közigazgatási szempontból 8 járásra oszlik, ezen kívül az 5 város mindegyike köztársasági alárendeltségű, vagyis egyik járáshoz sem tartoznak. A városi jellegű települések közül öt a járásokhoz tartozik, a többi három viszont valamely városhoz van beosztva: Szajanogorszkhoz kettő, Csernogorszkhoz pedig egy.
Az önkormányzatok területi beosztása lényegében megegyezik a közigazgatási felosztással. Minden járásban járási önkormányzat működik, ezekhez pedig összesen 5 városi (ezek székhelye városi jellegű település) és 83 falusi község tartozik a helyi szinten. A városok nincsenek alárendelve egyik járási önkormányzatnak sem, hanem városi körzetként egyaránt gyakorolják a járási és a községi hatásköröket. A városokhoz beosztott három városi jellegű település a megfelelő városi körzetek részeként nem rendelkezik önkormányzattal.
A járások és székhelyeik:
- Altaji járás (Belij Jar)
- Aszkizi járás (Aszkiz)
- Bejai járás (Beja)
- Bogradi járás (Bograd)
- Ordzsonyikidzevszkiji járás (Kopjovo)
- Tastipi járás (Tastip)
- Uszty-abakani járás (Uszty-Abakan)
- Sirai járás (Sira)

### Politikai vezetés
Hakaszföldön a végrehajtóhatalom élén a köztársaság vezetője (glava) áll, aki egyben kormányfő is:
- Viktor Mihajlovics Zimin, (Egységes Oroszország Párt): 2009. január 15. – 2018. október 3. A 2018. szeptember 9-i kormányzói választáson újra jelöltette magát, de az első fordulóban nem tudta megszerezni a szavazatok 50%-át (ami a megválasztáshoz szükséges), a második forduló előtt pedig visszalépett és lemondott.
- Mihail Vlagyimirovics Razvozsajev: 2018. október 3. – november 15. Átmeneti időszak, a választás második fordulójáig mb. vezető.

A választás második fordulóját háromszor halasztották későbbre, mert a pártok jelöltjei egymás után léptek vissza, elsőként a kormányzó párt jelöltje. A november 11-ei választáson így egyedül a kommunista párt jelöltje indult. Megválasztásához az érvényes szavazatok több mint 50%-át kellett megszereznie, ezt 57,57%-kal teljesítette. November 15-én iktatták be hivatalába.
- Valentyin Olegovics Konovalov (Oroszország Kommunista Pártja): 2018. november 15. –

## Tájképek

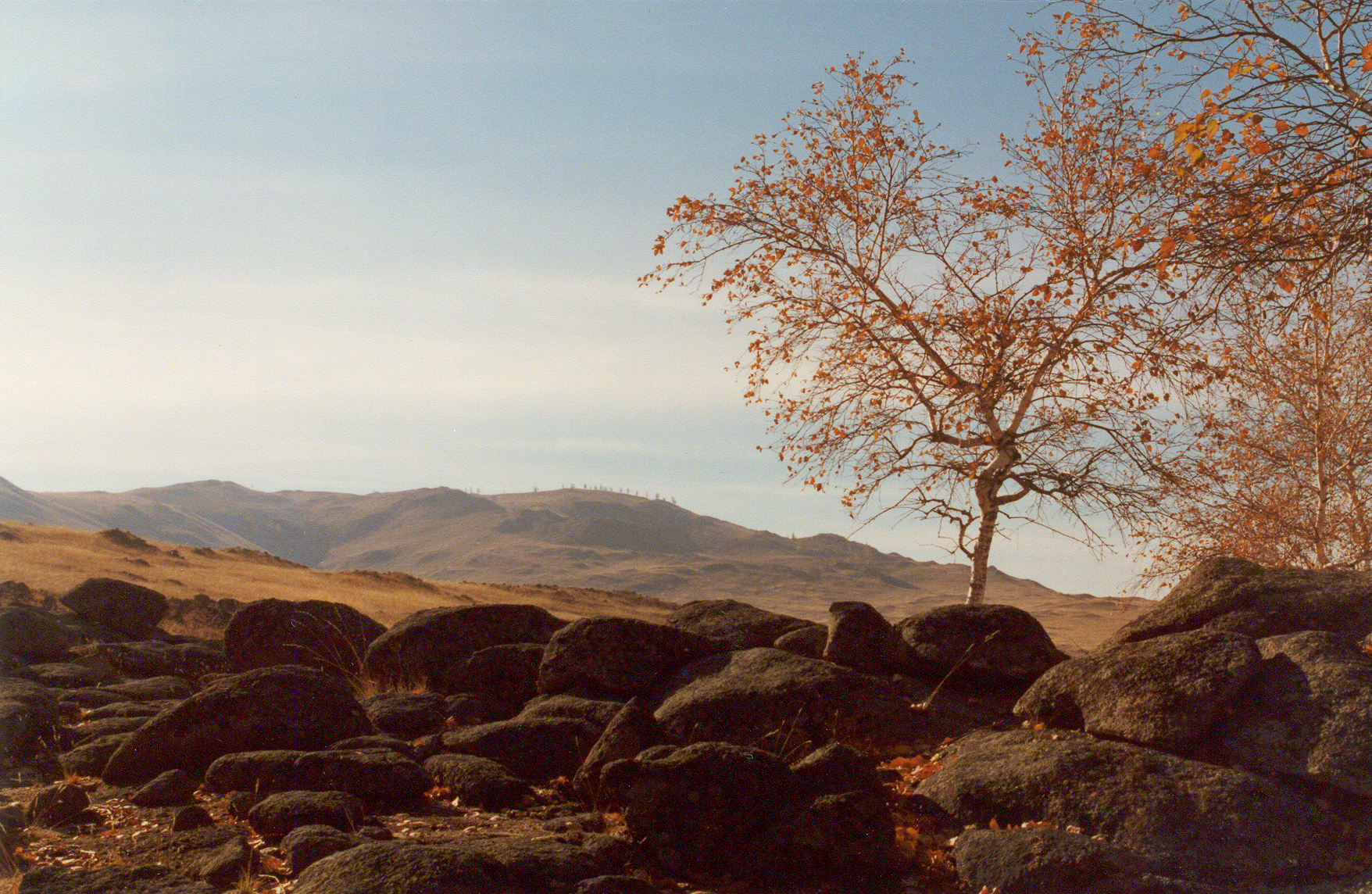
Hakaszföldi tájkép
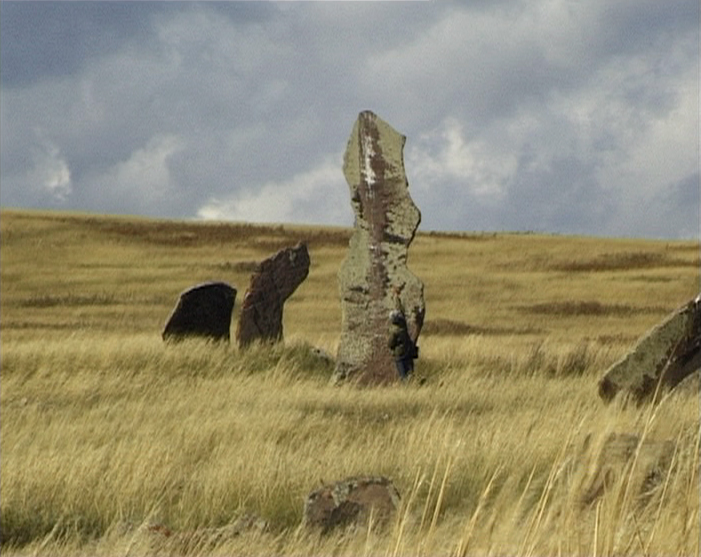
Megalitok Szafronov falu mellett
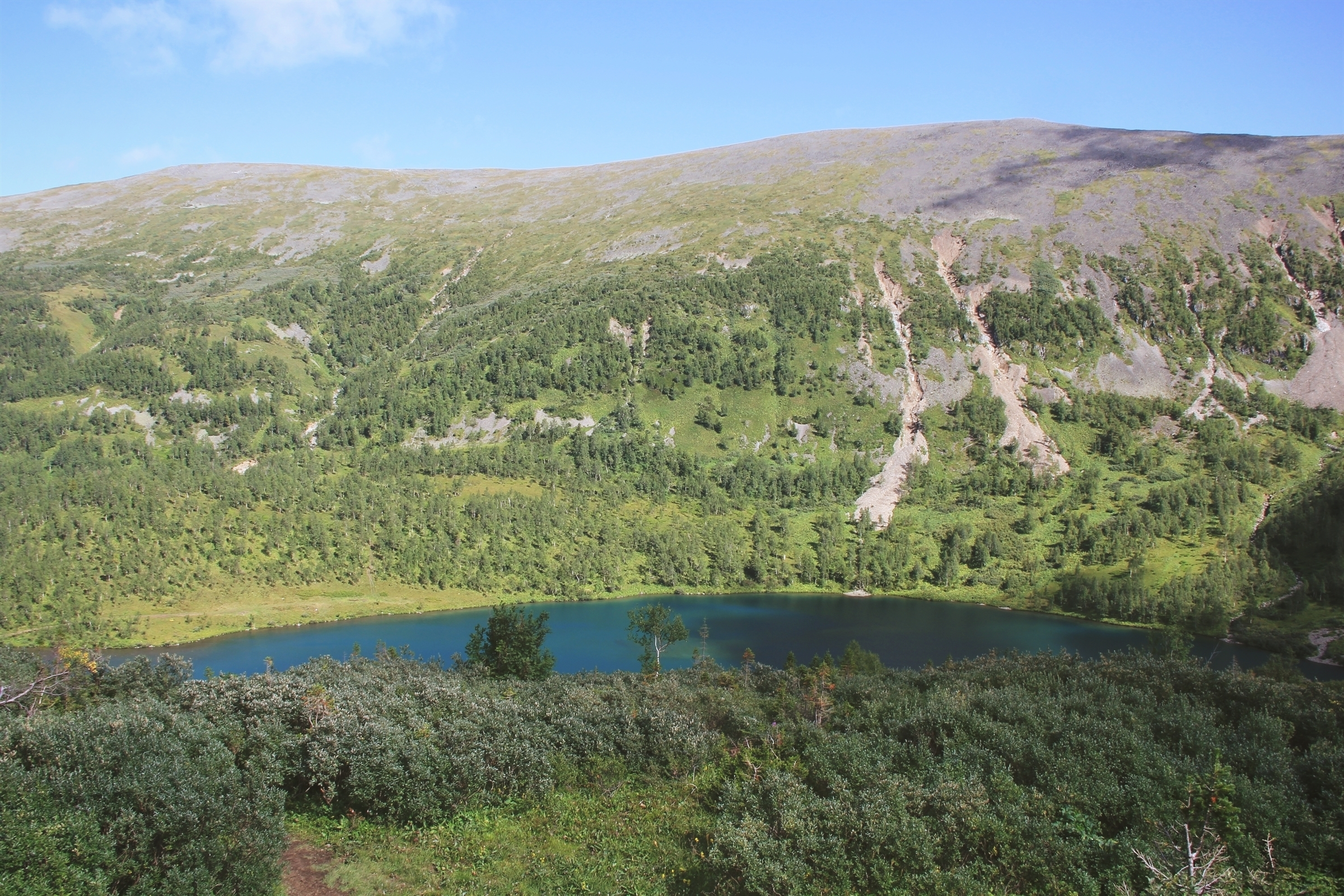
Hegyi tó Hakaszföldön
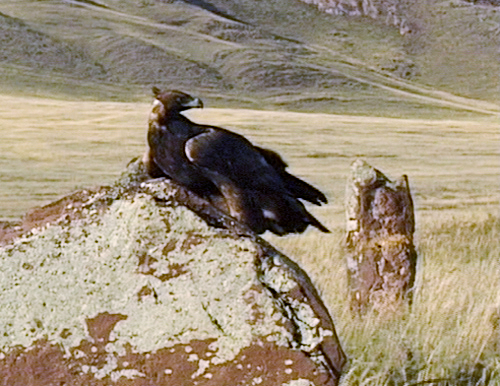
Megalitok és egy sas
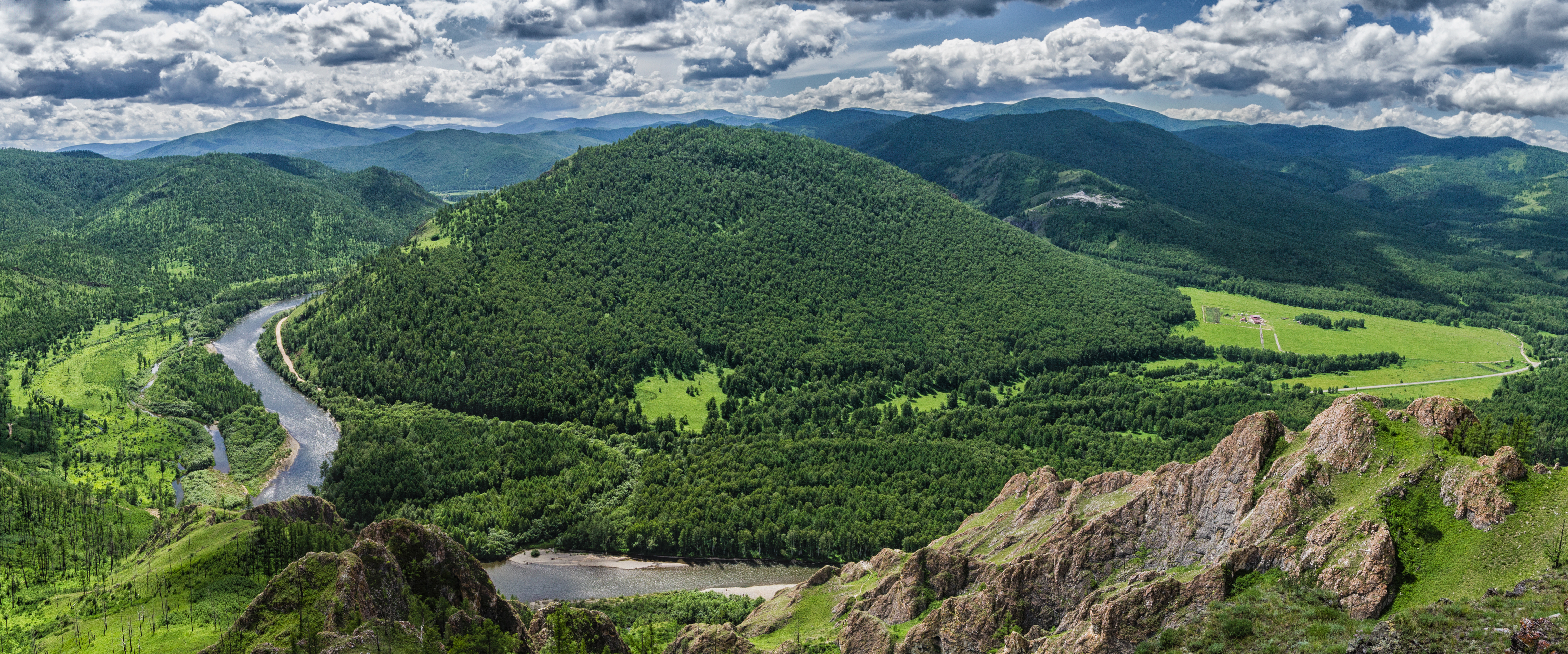
A Belij Ijusz folyó Hakaszföldön.